# 戰略陰謀：全球反應情報小隊
《戰略陰謀：全球反應情報小隊》（英語：Sniper: G.R.I.T. - Global Response & Intelligence Team）是一部2023年美國動作片，由奧利佛·湯普森（Oliver Thompson）執導兼編劇，查德·麥可·柯林斯、萊恩·羅賓斯、丹尼斯·赫柏特和露娜·藤本（Luna Fujimoto）主演。劇情講述王牌狙擊手布蘭登·貝克（Brandon Beckett）和新成立的「全球反應情報小組」（Global Response & Intelligence Team，簡稱）部署到馬爾他，消滅國際恐怖陰謀並拯救失蹤的同伴死亡夫人（Lady Death）。本片為2022年電影《戰略陰謀：失控任務》的續集和《戰略陰謀》系列電影的第十部作品。
《戰略陰謀：全球反應情報小隊》2023年9月26日在加拿大採數位發行，2023年10月10日在美國採DVD首映和VOD發行。

## 劇情
從中情局退休的加百列·史東領導成立了「全球反應情報小組」（Global Response & Intelligence Team，簡稱），並派出「死亡夫人」到馬爾他，以刺殺邪教領袖巴布洛，對方的勢力正殘害著該國家。刺殺失敗的死亡夫人失去聯繫，史東改派遣布蘭登·貝克和席羅出動。在馬爾他的邪教堡壘，貝克和席羅潛入其中被刺殺了幾名高層，並在左裏奇醫生的幫助下，成功救出死亡夫人。
在返國途中，左裏奇醫生私下與國際罪犯兼死亡夫人的養父三船蒼士交易，以出賣死亡夫人。但死亡夫人出手干預，導致左裏奇死去，三船蒼士逃走。死亡夫人向貝克和席羅透露，三船收養了父母過世的死亡夫人，並從小將她培養成無情刺客，導致死亡夫人一次藉由狙擊槍以為殺死了他。與此同時，三船與倖存的邪教高層安娜·柯斯塔合作，他們都打算取死亡夫人的命，並透露死亡夫人的傷口上已被左裏奇植入追蹤晶片。柯斯塔派出一名殺手追蹤著死亡夫人，數次襲擊了布蘭登、席羅與死亡夫人。
貝克、席羅與死亡夫人斷絕聯繫後，史東找上駭客情報皮特合作，前往馬爾他。在貝克和席羅的幫助下，成功取出死亡夫人背後的晶片，並在之後殺死了柯斯塔的殺手。死亡夫人藉由殺手的手機聯繫上三船，雙方約出來見面。死亡夫人被三船帶走，而原本躲藏於一旁的布蘭登和席羅則被挾為人質。
三船打算朝死亡夫人開槍但難以下手，柯斯塔提議讓自己來動手，但死亡夫人趁機奪槍殺死了柯斯塔，並制伏三船。被挾持的貝克和席羅被邪教士兵用來威脅死亡夫人；僵持之際，史東和皮特前來救援。隨後，全球反應情報小組開始對放大批邪教士兵，最後成功殺光敵人，只留下被皮特開槍打傷的三船。
全球反應情報小組成功殲滅邪教組織後返國。三船遭國際刑警組織逮捕，但可能獲得輕判，直到死亡夫人從遠方使用狙擊槍殺死了三船。

## 演員
- 查德·麥可·柯林斯飾演布蘭登·貝克（Brandon Beckett）
- 萊恩·羅賓斯飾演席羅（Zero）
- 丹尼斯·赫柏特飾演加百列·史東（Gabriel Stone）
- 露娜·藤本（Luna Fujimoto）飾演三船優紀／死亡夫人（Yuki Mifune / Lady Death）[註 1]
- 喬許·布雷納飾演情報皮特（Intelligence Pete）
- 馬修·西姆（Matthew Sim）飾演左蘭·左裏奇醫生（Dr. Zoran Zoric）
- 竹嶋利仁（Toshiji Takeshima）飾演三船蒼士（Soshi Mifune）
- 尤潔妮亞·克魯索（英语：Eugenia Caruso）飾演安娜·柯斯塔（Ana Costa）
- 保羅·基桑（Paul Kissaun）飾演巴布洛（Bubalo）

## 備註
1. ↑  藤本在本片取代之前電影飾演死亡夫人的秋元才加。

## 外部連結
- 互联网电影数据库（IMDb）上《戰略陰謀：全球反應情報小隊》的资料（英文）